# Вулиця Валентина Отамановського (Київ)
Ву́лиця Валентина Отамановського — вулиця в Голосіївському районі міста Києва, місцевість Віта-Литовська. Пролягає від Любомирської вулиці до Залужного провулку.

## Історія
Вулиця виникла у 2010-х роках під проектною назвою Проектна 12987. Сучасна назва на честь українського історика Валентина Отамановського — з 2017 року (у рішенні помилково вказано прізвище як Отаманського), технічну помилку виправлено рішенням у 2018 році.